# Украинская национальная консервативная партия
Украинская национальная консервативная партия (УНКП) (укр. Українська національна консервативна партія (УНКП)) — политическая партия на Украине. Учредительный съезд партии состоялся 27 июня 1992 года в результате объединения Украинской Народно-демократичной партии (УНДП) и Украинской Национальной партии (УНП). Зарегистрирована Министерством юстиции Украины 30.10.1992, свидетельство №442.
УНКП — немногочисленная и непредставительная партия. Количество её членов не более 1,0 тыс. человек. Крупнейшие партийные ячейки были созданы в Киеве,  Львове, Ровно. Работу ведёт  в основном в западном регионе страны.
Партийный печатный орган — газета "Національна фортеця".
Председателем УНКП с апреля 1996 года является Олег Соскин. 
Руководящий орган партии — Высший совет.
Стратегической целью УНКП является строительство Украинского Самостоятельного Соборного Национального Демократичного государства, которое базируется на христианских ценностях. 
21 января 2001 года на Форуме национально-демократических сил Украины партия стала соучредителем общественно-политического объединения национально-демократических сил «Українська Правиця», в которое вошли Всеукраинское объединение «Батькивщина», УНР, УНП «Собор», УРП, СНПУ, УХДП, ХНС и 43 общественные организации.